# Tanzanberotha hirsuta
Tanzanberotha hirsuta är en insektsart som beskrevs av U. Aspöck och Hynd 1995. Tanzanberotha hirsuta ingår i släktet Tanzanberotha och familjen Berothidae. Inga underarter finns listade i Catalogue of Life.